# Totopos
Nella cucina messicana, i totopos o totopostes sono tortillas di mais tagliate in triangoli e successivamente fritte in abbondante olio di semi. Possono essere anche tostate. Si mangiano spesso col guacamole ed altre salse piccanti come aperitivo prima del piatto principale oppure con una birra fredda. I totopos sono stati creati dai Zapotechi nel Istmo del Tehuantepec, nello stato del Oaxaca, in Messico. Le donne zapoteche cuociono i totopos nei forni in argilla, conosciuti anche con il nome di comixcal. I totopos hanno una forma circolare, sono inoltre delle tortilla chips cotte, alcune varianti in Scandinavia utilizzano il pane basso, tuttavia a differenza delle tortillas, il sale viene aggiunto prima della cottura.

## Etimologia
Il termine totopos deriva dalla parola azteca o nahuatl "tlaxcaltotopochtl". Questo nome è un composto della parola tortilla (tlaxcalli) e della parola "per tuono". Le parole combinate assieme significano, "tortillas che sono rumorose da masticare".